# Deo gratias!
Deo gratias! è una locuzione in lingua latina che, tradotta letteralmente, significa Grazie a Dio. L'espressione originale completa da cui deriva è Deo agimus gratias, che significa, con il verbo "agimus", Rendiamo grazie a Dio.
La locuzione si trova nelle lettere di San Paolo (Corinzi 1, 15,57, Corinzi 2, 2,14) dove traduce il greco τῷ Θεῷ χάρις (tō Theō cháris). 
È un'espressione liturgica del cattolicesimo, passata al linguaggio colloquiale per esprimere in genere soddisfazione e sollievo per un successo o un pericolo scampato. Talvolta - nel suo uso enfatico - l'espressione indica sarcasticamente soddisfazione per un qualche fatto avvenuto, di cui non si sperava più l'eventualità; per esempio, la partenza di una persona non gradita, la fine di un incontro noioso protrattosi oltre misura o l'arrivo di un ritardatario. Inoltre nel romanzo de "I promessi sposi" di Alessandro Manzoni, la formula viene usata come saluto dai laici per i chierici.
All'interno della liturgia cattolica in latino (e nella Messa tridentina) la formula viene usata come risposta dell'assemblea al termine della lettura dell'epistola e dell'ultimo Vangelo ed è anche la risposta finale dell'assemblea al celebrante, che con la formula Ite missa est congeda i fedeli.
Forse vale la pena di sottolineare, qui, come Deo gratias esprima la gioia ed il saluto della Resurrezione, quando appunto nella Veglia Pasquale, "la veglia di tutte le veglie", si annuncia la vittoria della luce sopra le tenebre con l'acclamazione: Lumen Christi, ([sia] la luce di Cristo), a cui si risponde: Deo gratias!